# I Drink Wine
«I Drink Wine»  — песня британской певицы Адели, которая вышла 19 ноября 2021 года на лейбле Columbia в качестве седьмого трека из четвёртого студийного альбома певицы 30, а 4 ноября 2022 года в качестве третьего сингла с альбома. Адель написала песню в соавторстве с её продюсером Грегом Кёрстином. «I Drink Wine» — это баллада с влиянием госпела, напоминающая церковную музыку и включающая в свой инструментарий фортепиано и орган. Песня повествует о том, что нужно отпустить свое эго, и посвящена разводу певицы с Саймоном Конецки, а также тяжелым осознаниям состояния её брака и жизни.
Песня «I Drink Wine» получила в целом положительные отзывы музыкальных критиков, некоторые из которых назвали её одной из лучших песен Адели и кульминацией её карьеры. Песня достигла первой десятки в Великобритании, Ирландии, Новой Зеландии, Австралии, Канаде, Швеции и вошла в чарты в различных других странах.
26 октября 2022 года состоялась премьера музыкального видео, который снял Джо Талбот. В нём Адель плывет по реке и исследует лес, попивая бокал вина. Адель исполнила песню для своих телевизионных спецвыпусков, а также на церемонии Brit Awards 2022, что было воспринято положительно.

## История
Адель начала работу над своим четвёртым студийным альбомом в 2018 году. В сентябре 2019 года она подала на развод со своим мужем Саймоном Конецки, что и послужило вдохновением для создания альбома. Адель проходила сеансы терапии после пережитого беспокойства. Годы после развода тяготили её, особенно из-за влияния, которое это оказывало на её сына. Адель решила регулярно проводить с ним беседы, которые она записывала по совету своего психотерапевта. Эти беседы вдохновили её вернуться в студию, и альбом приобрел форму произведения, которое должно было объяснить её сыну, почему она оставила его отца. Адель выпустила песню «Easy on Me» в качестве ведущего сингла с альбома под названием 30 14 октября 2021 года.
Адель написала песню «I Drink Wine» в соавторстве с продюсером Грегом Кёрстином, который создал три песни для её третьего студийного альбома 25 (2015) — «Hello», «Million Years Ago» и «Water Under the Bridge». Она считает, что песня «I Drink Wine» напоминает творчество Элтона Джона и Берни Таупина, и написала её для себя и своего друга в период, когда она принимала всё слишком близко к сердцу. Текст песни был попыткой объяснить, почему ей нужно повзрослеть, чтобы стать более доступной в их дружбе. Первоначально песня длилась 15 минут, но по просьбе её лейбла продолжительность песни была сокращена: «Слушай, все тебя любят, но никто не будет играть 15-минутную песню на радио». В окончательный вариант Адель включила запись о моментах неуверенности, а также разговор о раскаянии и отношениях с памятью, который ей предложил записать один из друзей.
Адель объявила треклист альбома 1 ноября 2021 года, в котором в качестве седьмого трека значилась песня «I Drink Wine». После обнародования песня привлекла внимание в Интернете и стала трендом в Твиттере, поскольку поклонники предположили, что это трек, на который Адель намекнула в предыдущем интервью британскому журналу British Vogue: «О, это разрушение, это я иду и напиваюсь в баре. Пью ликёр. Я начинаю спорить, если пью спиртное. Я могу справиться с вином, я могу выпить пять бутылок вина и вести нормальный разговор». Крис Уиллман из Variety прокомментировал, что это «трек, который Adele-aholics уже решили, что он их любимый; им даже не нужно его слушать, с таким-то названием. Это не будет разочарованием».

## Композиция
«I Drink Wine» — это баллада с влиянием госпела, фортепиано и органа в стиле южного соула. Джон Парелес из The New York Times описал песню как «церковную», а Джиллиан Мейпс из Pitchfork назвала её «take-me-to-church chardonnay realness».
Адель исполняет свои вокальные партии с «мягкими, растягивающими гласные каденциями, которые вырывают ритмы и рифмы по желанию». Во время исполнения строка «I’m trying to keep climbing up» в песне «I Drink Wine» её голос поднимается в восходящем арпеджио. Голос усиливается в припеве песни, достигая кульминации в белтинге с нотками скрежета в низких нотах. В песне «восходящее вихревое фортепиано и бархатистый вокал», по словам Аннабель Ньюджент из The Independent. «I Drink Wine» включает в себя интроспективную голосовую заметку ближе к кульминации. Критики сравнили песню с творчеством Элтона Джона; Мейпс описал её: «барная песня в стиле Элтона Джона с сильными госпел-мелодиями и интроспективной голосовой заметкой в конце». Алексис Петридис из The Guardian решил, что она напоминает о Кэрол Кинг, а Робин Мюррей из Clash счел её похожей на баллады, записанные Томом Уэйтсом в 1970-х годах.
В песне «I Drink Wine» есть слова о том, что нужно отпустить свое эго. Адель прямо обращается к своему расставанию с Конецки в песне. Она вспоминает о своем детстве в начальном куплете и размышляет о том, как она всё больше отдалялась от себя. В тексте песни «I Drink Wine» обсуждаются контрастные концепции, в нём есть несколько юмористических строк, а также Адель задает себе сложные вопросы. Она признается, что плачет и приходит к тяжелым осознаниям состояния своего брака и жизни. Адель завершает песню пожеланием мира и счастья своему бывшему, но утверждает, что расставание с ним было к лучшему: «иногда менее проторённая дорога — это дорога, которую лучше оставить позади».

## Отзывы
Песня «I Drink Wine» получила в целом положительные отзывы от музыкальных критиков. Роб Шеффилд из Rolling Stone назвал песню «кульминацией карьеры» Адели: «эта песня — один из самых амбициозных подвигов, которые она когда-либо совершала». Также из Rolling Stone, Бриттани Спанос заявила, что это одна из лучших песен в её уже ставшей легендарной карьере: «великолепная пауэр-баллада, в которой поп-божество спускается на землю». Журнал назвал «I Drink Wine» третьей лучшей песней за всю её историю, 10-й лучшей песней 2021 года, а австралийское издание журнала Rolling Stone включило её под номером девять. Парелес заявил, что в этой песне Адель сочетала эмоции с концентрацией. Дэвид Коббалд из The Line of Best Fit посчитал песню более зрелой, чем её предыдущие работы, с её назидательным оптимизмом над звучанием, вдохновленным госпелом.

## Музыкальное видео
Джо Талбот снял клип на песню «I Drink Wine». В декабре 2021 года Адель снялась в промо-видео с Никки Туториалс, где она описала клип как «чертовски уморительный», и добавила, что «это самая смешная вещь, которую вы когда-либо увидите, и я чувствую, что в следующем году все могут нарядиться на Хэллоуин». 25 октября 2022 года она поделилась восьмисекундным тизером видео, в котором показано, как кто-то играет на пианино на мосту, а она плывет на лодке под ним, и объявила, что видео выйдет на следующий день. Премьера состоялась во время мероприятия под названием «Happy Hour with Adele» в Западном Голливуде, где Адель принимала группу поклонников.
Видео начинается с показа старой, вдохновленной Голливудом заглавной карточки. Одетая в золотое платье от Валентино, Адель гримасничает, в то время как она плывет, наполняет свой бокал вином и выбрасывает пустую бутылку. Она подходит к группе рыбаков, включая Кендрика Сэмпсона, который пытается произвести на неё впечатление и кружит её. Адель отвергает его, и сопровождающие её синхронные пловцы оттаскивают его. Она исследует лес, и в завершение клип фокусируется на декорациях и фоновых экранах, в то время как Адель плавает в бассейне рядом с цветами. Джастин Курто из Vulture заявил, что Адель была «в своей лучшей форме в клипе» и «выглядела гламурно».

## Коммерческий успех
Песня «I Drink Wine» дебютировала под номером четыре в британском чарте UK Singles Chart, опубликованном 26 ноября 2021 года. В американском чарте Billboard Hot 100 песня заняла 18-е место. В чарте Canadian Hot 100 песня поднялась до 18-го места. В Австралии песня «I Drink Wine» достигла десятого места. В чарте Новой Зеландии песня заняла седьмое место. В Billboard Global 200 она достигла высшей позиции на десятом месте. «I Drink Wine» попала во многие национальные чарты, став номером 5 в Ирландии, номером 10 в Швеции, номером 18 в Норвегии, номером 30 в Нидерландах, номером 34 в Дании, номером 81 во Франции, Италии, и номером 95 в Испании.

## Участники записи
Данные взяты из заметок альбома 30.
- Грег Кёрстин — продюсер, автор песен, звукоинженер, бас, фортепиано, меллотрон, орган Hammond, перкуссия, Rhodes.
- Адель — вокал, автор песен
- Дэвид Кэмпбелл — струнные инструменты
- Рэнди Меррилл — мастеринг
- Мэтт Скэтчелл — микширование аудио
- Том Элмхирст — микширование
- Стив Черчъярд — инжиниринг
- Алекс Паско — инжиниринг

## Чарты

### Еженедельные чарты
| Чарт (2021)                         | Высшая позиция |
| ----------------------------------- | -------------- |
| Австралия (ARIA)                    | 10             |
| Канада (Billboard Canadian Hot 100) | 10             |
| Дания (Tracklisten)                 | 34             |
| Франция (SNEP)                      | 81             |
| Мир (Billboard Global 200)          | 10             |
| Исландия (Plötutíðindi)             | 7              |
| Ирландия (IRMA)                     | 5              |
| Италия (FIMI)                       | 81             |
| Нидерланды (Single Top 100)         | 30             |
| Новая Зеландия (Recorded Music NZ)  | 7              |
| Норвегия (VG-lista)                 | 18             |
| Португалия (AFP)                    | 36             |
| Испания (PROMUSICAE)                | 95             |
| Швеция (Sverigetopplistan)          | 10             |
| Великобритания (UK Singles Chart)   | 4              |
| США (Billboard Hot 100)             | 18             |

## Сертификации
| Регион                                                                      | Сертификация | Продажи |
| --------------------------------------------------------------------------- | ------------ | ------- |
| США (RIAA)                                                                  | Золотой      | 500 000 |
| Данные о продажах + прослушиваниях приведены только на основе сертификации. |              |         |